# Мохаве (окръг)
Вижте пояснителната страница за други значения на Мохаве.
Окръг Мохаве (на английски: Mohave County) е окръг в щата Аризона, Съединени американски щати. Площта му е 34 886 km², а населението – 205 249 души (2016). Административен център е град Кингмън.

## Населени места
Градове
- Лейк Хавасу Сити
- Булхед Сити
- Кингмън
- Колорадо Сити

Индиански резервати
- Резерват Форт Мохаве
- Резерват Кайбаб
- Резерват Уалапай

## Транспорт
Главни магистрали
- Междущатска магистрала 15
- Междущатска магистрала 40

- Исторически Път 66
- Път 93
- Щатски път 66
- Щатски път 68
- Щатски път 95
- Щатски път 389

Летища
- Международно летище Лафлин-Булхед - гр. Булхед Сити (IFP)
- Летище Ийгъл Еърпарк - гр. Булхед Сити (A09)
- Летище Сън Вали - гр. Булхед Сити (A20)
- Общинско летище Колорадо Сити - гр. Колорадо Сити (AZC)
- Летище Кингмън - гр. Кингмън  (IGM)
- Летище Лейк Хавасу Сити - гр. Лейк Хавасу Сити (HII)
- Летище Пиърс Фери - Мийдвю (L25)
- Летище Гранд Каниън Уест - Пийч Спрингс  (1G4)
- Летище Темпъл Бар - Темпъл Бар  (U30)